# Otto Galama Houtrouw
Otto Galama Houtrouw (* 16. Juni 1838 in Gandersum; † 14. Februar 1933 in Oldersum) war ein deutscher reformierter Geistlicher und ostfriesischer Heimatforscher.

## Leben
Houtrouw wurde als Sohn des Pastors Hinderk Fokken Houtrouw in Gandersum geboren. Bis 1850 besuchte er die dortige Dorfschule und erhielt beim Vater zusätzlich Unterricht in Latein und Französisch. Ab 1850 war er Schüler am Gymnasium in Emden und erwarb 1857 das Zeugnis der Reife. Er begann ein Theologiestudium in an der Georg-August-Universität Göttingen, wo er 1857 Mitglied der Progreß-Burschenschaft Hercynia Göttingen wurde, das er in Erlangen fortsetzte. Dort bestand er im Mai 1860 das erste theologische Examen vor dem Coetus in Emden und wurde nacheinander in Oldersum, Loppersum und Accum im Oldenburgischen (seit November 1862) als Hilfsprediger eingesetzt. 
Seine erste Berufung erhielt er 1863 nach Borkum. 1867 folgte er einem Ruf nach Ihrhove, ging aber schon bald (1869) in die Krummhörn nach Campen. Von dort wurde er 1875 in den zweiten Pfarrdienst zu Neermoor berufen, wo er bis zu seiner erbetenen Emeritierung am 1. Juli 1913 blieb. 
Noch während seiner Tätigkeit in Neermoor wählten ihn seine reformierten Predigerkollegen zum Präsidenten des Coetus der reformierten Prediger Ostfrieslands, ein Amt, das er noch vier Jahre über sein fast 53 Jahre währendes seelsorgerisches Wirken hinaus bis 1917 bekleidete.

## Ehrungen
- Königlich Preußischer Roter Adlerorden 4. Klasse

## Werke
1873 wurde Houtrouw erstmals schriftstellerisch tätig und ließ die Abhandlung Von der Armenpflege überhaupt und der kirchlich-christlichen insbesondere im von August Ernst Zwitzers herausgegebenen Ostfriesisches Monatsblatt für provinzielle Interessen abdrucken. Seit 1882 veröffentlichte Houtrouw im Ostfriesischen Monatsblatt eine Artikelserie betitelt Eine Wanderung durch Ostfriesland vor 150 Jahren. Als das Monatsblatt 1884 eingestellt wurde, waren erst Teile von Houtrouws Wanderungen veröffentlicht worden. Eine finanzielle Unterstützung der Ostfriesischen Landschaft machte es jedoch möglich, dass in den Jahren 1889 bis 1891 Houtrouws Ostfriesland, eine geschichtlich ortskundige Wanderung gegen Ende der Fürstenzeit als selbständige Veröffentlichung erscheinen konnte. Mit der Herausgabe dieses Nachschlagewerks war Houtrouw allgemein als Historiker und Heimatforscher anerkannt.
Houwtrouws Werke im Einzelnen:
- Von der Armenpflege überhaupt und der kirchlich-christlichen insbesondere, in: Ostfriesisches Monatsblatt für provinzielle Interessen, Januar 1873, S. 47–54, 90–102, 129–138
- Ostfriesische Sitten und Unsitten, sonderlich auf dem Lande, in: Ostfriesisches Monatsblatt für provinzielle Interessen, Januar 1873, S. 453–465, 490–498
- Die Schulpolizei in den Händen der Geistlichen, in: Ostfriesisches Monatsblatt für provinzielle Interessen, Mai 1877, S. 167–176
- Eine Zufluchtstätte aus der Welt für die Welt, in: Ostfriesisches Monatsblatt für provinzielle Interessen, August 1880, S. 406–422
- Eine Wanderung durch das versunkene Land, in: Ostfriesisches Monatsblatt für provinzielle Interessen, Dezember 1884, S. 241–250
- Die alte Propstei Leer, ein Stück altfriesischer Kirchengeschichte und ostfriesischer Reformationsgeschichte, Leer 1888
- Ostfriesland. Eine geschichtlich-ortskundige Wanderung gegen Ende der Fürstenzeit, Band 1 und 2, Aurich 1889 und 1891 [Reprint: Leer 1974]
- Gedächtnispredigt bei der Feier des 100jährigen Bestehens des gegenwärtigen Gotteshauses zu Neermoor am 23. Februar 1896, Leer 1897
- Die Reformation und ihre konfessionelle Gestaltung in Ostfriesland, in: Reformirte Kirchenzeitung, 1899, S. 338–340, 346–349
- Zur Geschichte der Gründung und Entwickelung des Schulwesens in Ostfriesland, in: Ostfriesisches Schulblatt 40, 1900, S. 389–394, 419–424
- Die Reformation in Ostfriesland und ihre konfessionelle Gestaltung, Emden 1915
- Wiedergewonnenes Dollartland durch die Eindeichung des Emder Außenhafens bis zur Landspitze Knock. Beschreibung der blühenden Ortschaften, welche dort einst ein Raub des Meeres wurden. Mit einer Karte, Emden 1919
- Mein kurzer Lebensabriß. 1838–1919 Berlin 1919
- Ostfrieslands kirchliches und weltliches Regiment vor der Reformationszeit, Emden 1920
- Oldersums alte und neue Kirche, Emden [1922 ?].